# Alberto Ernesto I di Oettingen-Oettingen
Alberto Ernesto I di Oettingen-Oettingen (Oettingen, 10 ottobre 1642 – Schrattenhofen, 6 febbraio 1683) è stato un nobile tedesco, XI conte di Oettingen-Oettingen dal 1660 al 1674 e I principe di Oettingen-Oettingen dal 1674 fino alla sua morte.
Fu bisnonno materno dell'imperatrice Maria Teresa d'Austria.

## Biografia
Nato a Oettingen, in Germania, nel 1642, Alberto Ernesto era figlio di Gioacchino Ernesto di Oettingen-Oettingen, IX conte di Oettingen-Oettingen, e di sua moglie, la contessa Anna Dorotea di Hohenlohe-Neuenstein-Gleichen. Tramite sua madre era imparentato con il casato olandese degli Orange (suo prozio fu Guglielmo il Taciturno), oltre a essere discendente diretto dei re di Danimarca.
Suo fratello maggiore fu il conte Kraft Luigi (28 marzo 1641 - 27 maggio 1660), IX conte di Oettingen-Oettingen, la cui improvvisa morte senza eredi lo rese erede della contea paterna nel 1660. Nel 1674 venne elevato dall'imperatore del Sacro Romano Impero allo status di principe di Oettingen-Oettingen, titolo trasmissibile anche ai suoi eredi in linea maschile.
Morì nel castello di Schrattenhofen (oggi Harburg), in Svevia.

## Matrimonio e figli
Ernesto Alberto I sposò il 7 giugno 1665 a Stoccarda la duchessa Cristina Federica di Württemberg (28 febbraio / 9 marzo 1644 - 30 ottobre / 9 novembre 1674), figlia del duca Eberardo III di Württemberg e della sua prima moglie, Anna Caterina Dorotea di Salm-Kirburg. La coppia ebbe i seguenti figli:
- Eberardina Sofia (16 agosto 1666 - 30 ottobre 1700), sposò a Bayreuth il 3 maggio 1685 il principe Cristiano Eberardo della Frisia orientale (1665-1708)
- Alberta Carlotta (14 gennaio 1668 - 21 giugno 1669)
- Alberto Ernesto II (8 agosto 1669 - 30 marzo 1731), II principe di Oettingen-Oettingen, sposò l'11 ottobre 1688 a Darmstadt la langravia Sofia Luisa d'Assia-Darmstadt (6 luglio 1670 - 2 giugno 1758)
- Cristina Luisa (20 marzo 1671 - 3 settembre 1747), sposò il 22 aprile 1690 il duca Luigi Rodolfo di Brunswick-Lüneburg (1671-1735)
- Enrichetta Dorotea (14 febbraio 1672 - 18 maggio 1728), sposò a Kirchheim unter Teck il 22 settembre 1688 il principe Giorgio Augusto di Nassau-Idstein (1665-1721)
- Eberardo Federico (3 marzo 1673 - 13 febbraio 1674)
- Emmanuele (9 aprile 1674 - 7 dicembre 1674)

Ernesto Alberto sposò in seconde nozze il 30 aprile 1682 a Oettingen la sorella della defunta moglie, Eberardina Caterina, dalla quale ebbe un figlio morto in fasce:
- Alberto Ernesto (19 agosto 1683 - 6 settembre 1683/1684)

## Albero genealogico
|                                                                             |                                              |                                               | Genitori                                   |  |  | Nonni |  |  | Bisnonni                                                          |  |  | Trisnonni                                                         |  |
|                                                                             |                                              |                                               |                                            |  |  |       |  |  | Goffredo di Oettingen-Oettingen, VII conte di Oettingen-Oettingen |  |  | Luigi XVI di Oettingen-Oettingen, VI conte di Oettingen-Oettingen |  |
|                                                                             |                                              |                                               |                                            |  |  |       |  |  | Goffredo di Oettingen-Oettingen, VII conte di Oettingen-Oettingen |  |  | Luigi XVI di Oettingen-Oettingen, VI conte di Oettingen-Oettingen |  |
|                                                                             |                                              | Margherita del Palatinato-Lutzelstein         |                                            |  |  |       |  |  | Goffredo di Oettingen-Oettingen, VII conte di Oettingen-Oettingen |  |  |                                                                   |  |
| Luigi Eberardo di Oettingen-Oettingen, VIII conte di Oettingen-Oettingen    |                                              |                                               |                                            |  |  |       |  |  | Goffredo di Oettingen-Oettingen, VII conte di Oettingen-Oettingen |  |  |                                                                   |  |
|                                                                             |                                              | Giovanna di Hohenlohe-Waldenburg-Langenburg   | Eberardo di Hohenlohe-Waldenburg           |  |  |       |  |  |                                                                   |  |  |                                                                   |  |
|                                                                             |                                              | Giovanna di Hohenlohe-Waldenburg-Langenburg   | Eberardo di Hohenlohe-Waldenburg           |  |  |       |  |  |                                                                   |  |  |                                                                   |  |
|                                                                             |                                              | Giovanna di Hohenlohe-Waldenburg-Langenburg   | Agata di Tubingen-Lichtenegg               |  |  |       |  |  |                                                                   |  |  |                                                                   |  |
| Gioacchino Ernesto di Oettingen-Oettingen, IX conte di Oettingen-Oettingen  |                                              | Giovanna di Hohenlohe-Waldenburg-Langenburg   |                                            |  |  |       |  |  |                                                                   |  |  |                                                                   |  |
|                                                                             |                                              | Giorgio III di Erbach-Breuberg                | Eberardo XII di Erbach-Breuberg            |  |  |       |  |  |                                                                   |  |  |                                                                   |  |
|                                                                             |                                              | Giorgio III di Erbach-Breuberg                | Eberardo XII di Erbach-Breuberg            |  |  |       |  |  |                                                                   |  |  |                                                                   |  |
|                                                                             |                                              | Giorgio III di Erbach-Breuberg                | Margherita di Dhaun                        |  |  |       |  |  |                                                                   |  |  |                                                                   |  |
| Margherita di Erbach-Breuberg                                               |                                              | Giorgio III di Erbach-Breuberg                |                                            |  |  |       |  |  |                                                                   |  |  |                                                                   |  |
|                                                                             |                                              | Anna di Solms-Laubach                         | Federico Magnus I di Solms-Laubach         |  |  |       |  |  |                                                                   |  |  |                                                                   |  |
|                                                                             |                                              | Anna di Solms-Laubach                         | Federico Magnus I di Solms-Laubach         |  |  |       |  |  |                                                                   |  |  |                                                                   |  |
|                                                                             |                                              | Anna di Solms-Laubach                         | Agnese di Wied-Runkel-Isenburg             |  |  |       |  |  |                                                                   |  |  |                                                                   |  |
| Alberto Ernesto I di Oettingen-Oettingen, I principe di Oettingen-Oettingen |                                              | Anna di Solms-Laubach                         |                                            |  |  |       |  |  |                                                                   |  |  |                                                                   |  |
|                                                                             | Wolfgang di Hohenlohe-Neuenstein-Weikersheim | Luigi Casimiro di Hohenlohe-Neuenstein        |                                            |  |  |       |  |  |                                                                   |  |  |                                                                   |  |
|                                                                             | Wolfgang di Hohenlohe-Neuenstein-Weikersheim | Luigi Casimiro di Hohenlohe-Neuenstein        |                                            |  |  |       |  |  |                                                                   |  |  |                                                                   |  |
|                                                                             | Wolfgang di Hohenlohe-Neuenstein-Weikersheim | Anna di Solms-Laubach-Lich                    |                                            |  |  |       |  |  |                                                                   |  |  |                                                                   |  |
| Kraft VII di Hohenlohe-Neuenstein-Weikersheim-Gleichen                      | Wolfgang di Hohenlohe-Neuenstein-Weikersheim |                                               |                                            |  |  |       |  |  |                                                                   |  |  |                                                                   |  |
|                                                                             |                                              | Maddalena di Nassau-Dillenburg                | Guglielmo I di Nassau-Dillenburg           |  |  |       |  |  |                                                                   |  |  |                                                                   |  |
|                                                                             |                                              | Maddalena di Nassau-Dillenburg                | Guglielmo I di Nassau-Dillenburg           |  |  |       |  |  |                                                                   |  |  |                                                                   |  |
|                                                                             |                                              | Maddalena di Nassau-Dillenburg                | Juliana von Stollberg-Wernigerode          |  |  |       |  |  |                                                                   |  |  |                                                                   |  |
| Anna Dorotea di Hohenlohe-Neuenstein-Gleichen                               |                                              | Maddalena di Nassau-Dillenburg                |                                            |  |  |       |  |  |                                                                   |  |  |                                                                   |  |
|                                                                             |                                              | Carlo I del Palatinato-Zweibrücken-Birkenfeld | Volfango del Palatinato-Zweibrücken        |  |  |       |  |  |                                                                   |  |  |                                                                   |  |
|                                                                             |                                              | Carlo I del Palatinato-Zweibrücken-Birkenfeld | Volfango del Palatinato-Zweibrücken        |  |  |       |  |  |                                                                   |  |  |                                                                   |  |
|                                                                             |                                              | Carlo I del Palatinato-Zweibrücken-Birkenfeld | Anna d'Assia                               |  |  |       |  |  |                                                                   |  |  |                                                                   |  |
| Sofia del Palatinato-Zweibrücken-Birkenfeld                                 |                                              | Carlo I del Palatinato-Zweibrücken-Birkenfeld |                                            |  |  |       |  |  |                                                                   |  |  |                                                                   |  |
|                                                                             |                                              | Dorotea di Brunswick-Lüneburg                 | Guglielmo il Giovane di Brunswick-Lüneburg |  |  |       |  |  |                                                                   |  |  |                                                                   |  |
|                                                                             |                                              | Dorotea di Brunswick-Lüneburg                 | Guglielmo il Giovane di Brunswick-Lüneburg |  |  |       |  |  |                                                                   |  |  |                                                                   |  |
|                                                                             |                                              | Dorotea di Brunswick-Lüneburg                 | Dorotea di Danimarca                       |  |  |       |  |  |                                                                   |  |  |                                                                   |  |
|                                                                             |                                              | Dorotea di Brunswick-Lüneburg                 |                                            |  |  |       |  |  |                                                                   |  |  |                                                                   |  |